# Bruno Pascua
Bruno Pascua Lopez  (Santander, 21de febrero de 1991) es un futbolista español. Juega como centrocampista y actualmente milita en el Laredo

## Estadísticas
| Club                      | País     | Año           |
| ------------------------- | -------- | ------------- |
| Racing B                  | España   | 2008 - 2013   |
| Gimnástica de Torrelavega | España   | 2013 - 2014   |
| Dunaújváros PASE          | Hungría  | 2014 - 2015   |
| UMF Grindavík             | Islandia | 2015          |
| Urraca CF                 | España   | 2015 - 2016   |
| Nacional Potosí           | Bolivia  | 2016 - 2017   |
| Universitario de Sucre    | Bolivia  | 2017 - 2018   |
| Ourense                   | España   | 2018-2019     |
| Nacional Potosí           | Bolivia  | 2019-2020     |
| Guabirá                   | Bolivia  | 2020-2021     |
| Real Tomayapo             | Bolivia  | 2022-presente |